# 스위스 항공

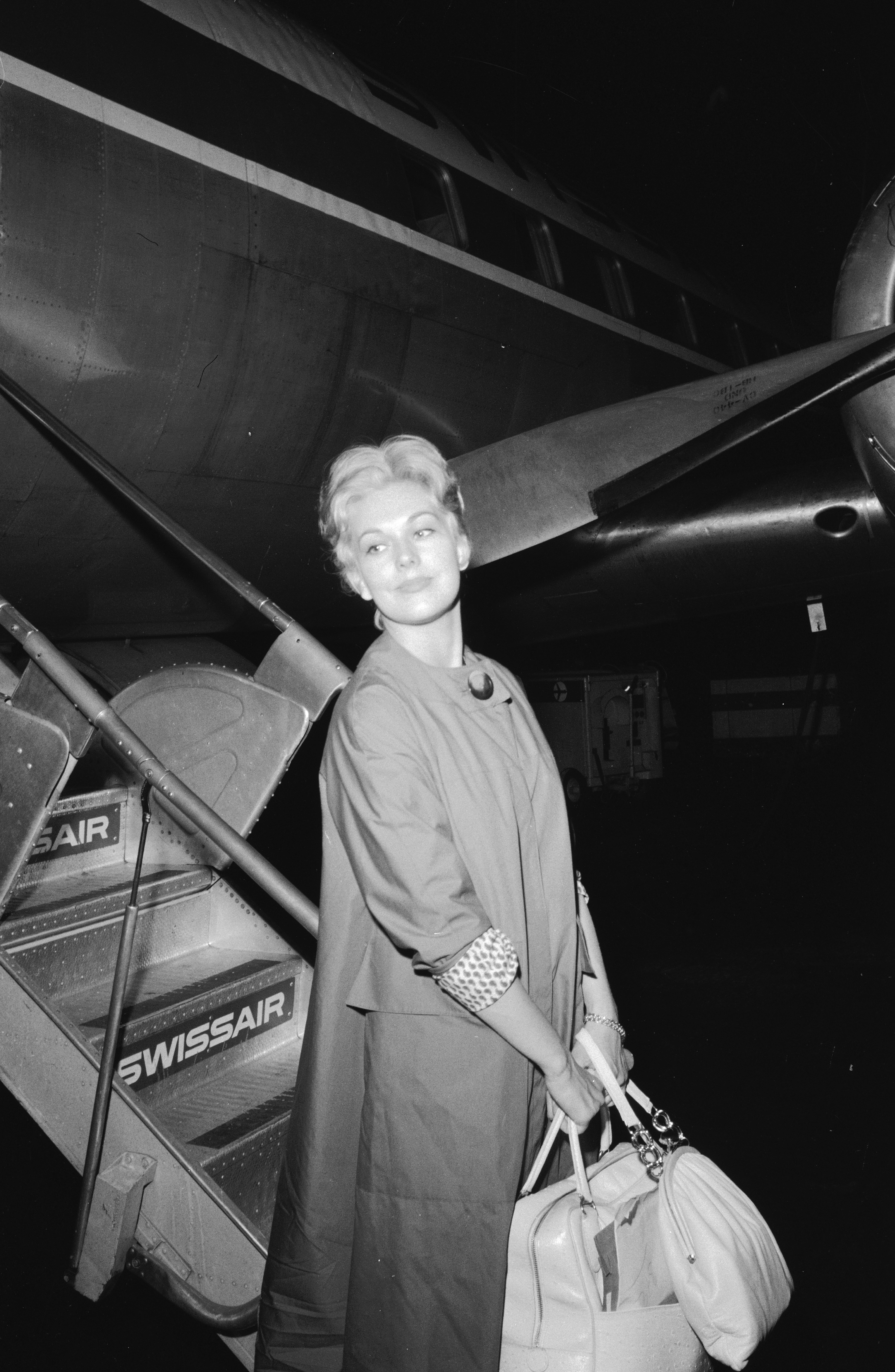
1959년 킴 노백이 스위스 항공에서 내리는 모습

스위스 항공(영어: Swissair, 독일어: Schweizerische Luftverkehr-AG, 틀:LLlang)은 1931년에 설립되어 2001년에 도산된 스위스의 항공사로 허브 공항은 바젤 뮐루즈 프라이부르크 공항, 취리히 공항, 제네바 국제공항으로 스위스의 최대의 항공사이자 최초로 항공 동맹인 퀼리 플라이어를 결성한 항공사 중 하나이기도 했다. 또한 스위스의 대표적 국적기 중 하나로 일컬어지기도 했으며 여러 개의 자회사를 거두었으며 자금 안정성으로 '하늘의 스위스 은행'으로 불리기도 하였다.
1990년대, 스위스 항공은 항공사 지분 인수를 통한 그룹 확장 전략인 'Hunter Strategy'와 스위스 항공 111편 추락 사고에 따라 2001년 10월경 운항을 중단하게 되었다. 그러나 스위스 연방정부의 지원에 따라 2002년 3월 31일까지 운영을 할 수 있었으며 이후 자회사인 크로스 에어가 운영권을 인수하여 2002년 4월 1일 최종적으로 파산하게 되었다.

## 역사

### 창립
1931년 스위스의 항공 회사 벨에어(영어: Baliar)와 아드 아스타 에어로(영어: Ad Astra Aero)가 합병해 설립되었다. 1934년, 스위스 항공은 유럽 항공사 최초로 여성 객실승무원을 채용하였으며 1936년에는 더글러스 DC-2와 더글러스 DC-3을 도입, 유럽 노선을 확대하였으며 제2차 세계대전이 끝난 1945년 7월 30일, 운항을 전면 재개하였다.
1945년 국영 항공사가 되었고 1948년, 스위스 연방정부와 지방정부 등 공공기관이 스위스 항공의 지분 30%를 인수하였으며 허브 공항을 뒤벤도르프 공항에서 취리히 국제공항으로 이전하였다.

### 확장기
1950년대부터 스위스 항공은 제트 여객기 도입을 시작하였으며 북미, 아시아 노선을 취항하였다. 1970년에는 광동체 항공기인 맥도넬 더글러스 DC-10과 보잉 747을 도입하였으며 중국 노선을 취항하였다. 1979년에는 에어버스 A310과 보잉 747-300을 최초로 도입하기도 하였으며 화물예약 시스템을 개발하였다.
1980년대 스위스 항공은 루프트한자, 에어 프랑스, 영국항공와 합병하여 유럽시장 진출을 계획하였으나 추진이 취소되었다. 대신 스위스 항공은 유럽 내 항공사 지분 인수를 통하여 시장성을 확대하는 'Hunter Strategy'를 진행하였다. 스위스 항공은 이에 사베나 벨기에 항공, LOT 폴란드 항공, LTU 등 유럽 항공사와 함께 남아프리카 항공의 지분도 인수하였고 당시 에어 링구스, 말레브 헝가리 항공, 핀에어, TAM 항공의 지분 안수도 추진하였다. 이후 1990년대 후반에 크로스 에어와 바루 에어를 설립하고 호텔 사업을 시작하는 등 SAirGroup을 설립했다. 사베나 항공과 함께 항공 동맹인 퀼리 플라이어를 창립하여 전성기를 이루게 되었다

### 경영난
그러나 1990년대 말부터 자회사인 AOM 프랑스 항공과 사베나 항공의 실적이 급속히 악화되면서 경영에 악영향을 미치기 시작했다. 1998년 스위스 항공 111편 추락 사고를 계기로 회사의 적자가 심화되어 네슬레를 비롯해 여러 경영자를 초빙해 구조 조정을 시도했으나 성과를 내지 못하고 2001년에 9·11 테러로 수요가 침체되면서 자회사인 사베나 항공이 실적 악화로 인해 도산되고 스위스 항공도 사베나 항공과 공멸되는 형태로 2002년에 파산했다.
자회사인 크로스 에어는 2002년에 스위스 항공을 인수, 합병하였으며 스위스 연방정부의 지원으로 2002년과 2005년에 스위스 국제항공과 스위스 유럽항공이 설립되어 운영되고 있다.
또한 중화민국에 다른 항공사와 마찬가지로 스위스 아시아 항공(영어: Swissair asia)으로 설립했다. 일반적인 수직 꼬리는 스위스 국기를 표현한 것으로 스위스를 나타낸 한자가 별도로 그려져 있었다.

## 운항 노선
- 2001년 도산 전까지 스위스 항공은 다음과 같은 노선을 운항하였다.

## 보유 기종

### 당시 보유한 기종
- 2001년 도산 전까지 스위스 항공은 다음의 항공기들을 운용하였다.[2]

### 퇴역 기종
- 1931년 창립부터 2001년 도산 전까지 스위스 항공은 다음의 항공기들을 운용하였다.[2][3]

## 사건 및 사고
- 스위스 항공 111편 추락 사고

## 스위스 항공 아시아

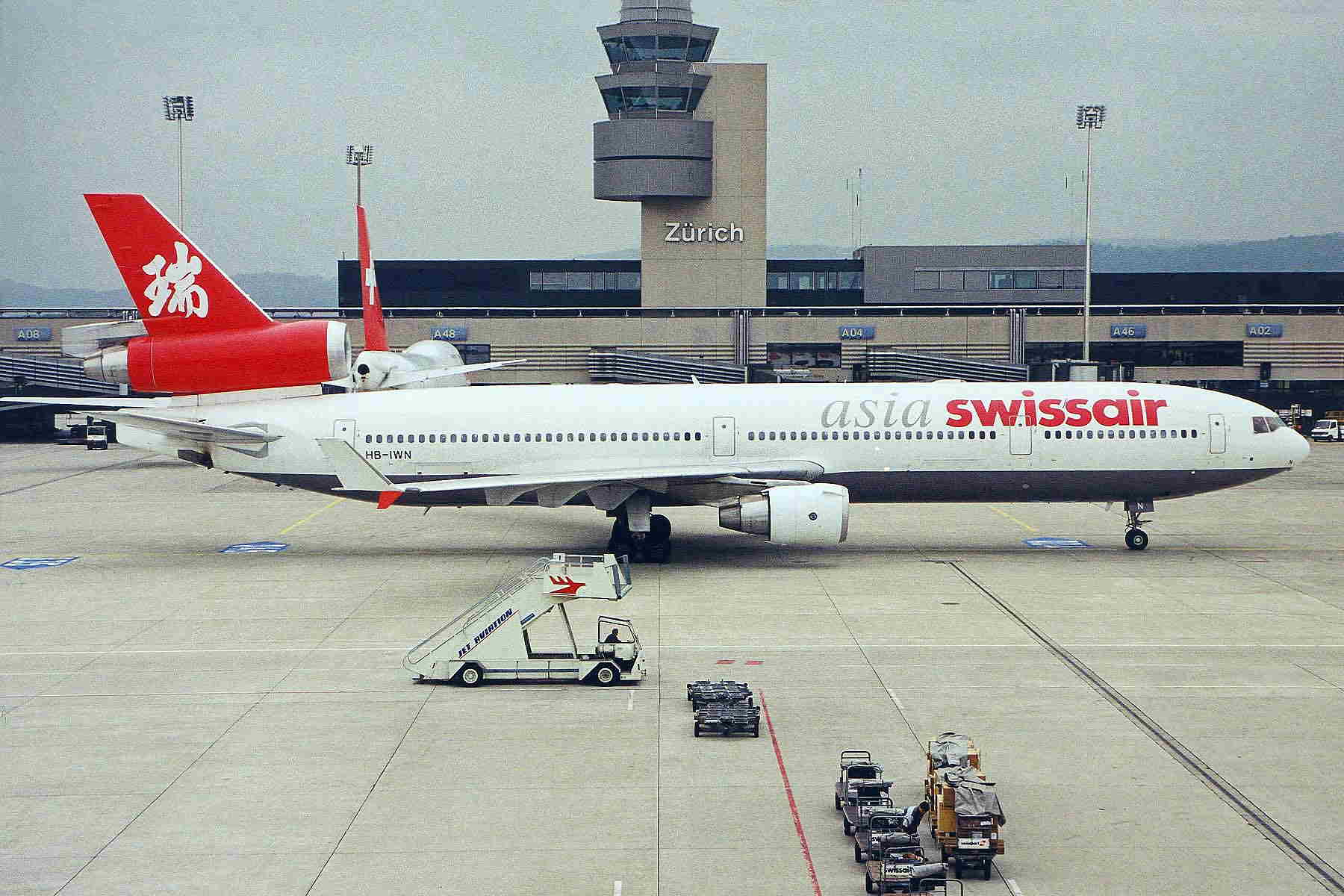
스위스 항공 아시아의 맥도널 더글러스 MD-11

스위스 항공 아시아는 중화민국 내에서 대만 타이베이를 서비스하기 위해 결성되었고, 스위스항공른 중화인민공화국에 대한 서비스를 유지하고 있었다. 1995년에 취리히와 타이베이 사이를 2주 간격으로 방콕을 경유하여 운행하기 시작했다. 항공사는 맥도널 더글러스 MD-11 항공기 2대(HB-IWN, HB-IWG)를 보유하였다. 이전에 스위스에어 아시아가 사용하던 항공기는 꼬리 지느러미에 십자가 대신 꼬리 지느러미에 한자 瑞(ruì, 스위스의 중국어 번역본에서 "瑞士" (Ruìshì))가 적혀 있었다. 이 항공사는 대만을 운항할 목적으로 '아시아'라는 이름으로 운항하는 여러 항공사 자회사 중 하나로 일본 아시아 항공(일본항공의 자회사), KLM 아시아, 영국 아시아 항공, 루프트한자 아시에, 에어프랑스 아시에, 오스트레일리아 아시아 항공(콴타스 항공 자회사) 등이 포함됐다.

## 사진

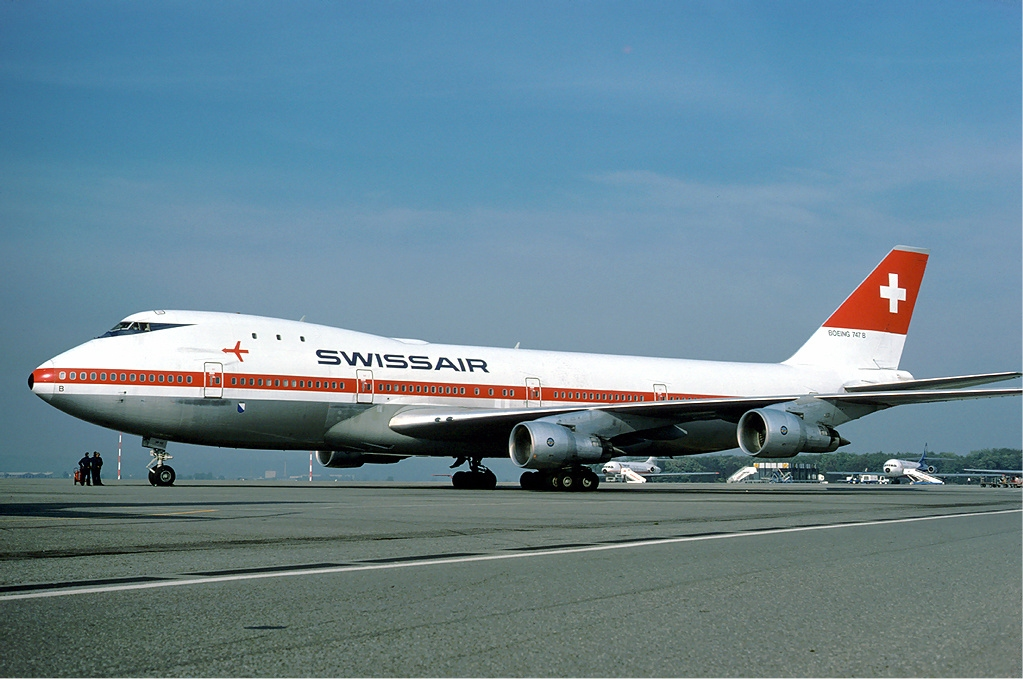
스위스 항공의 보잉 747-200 (퇴역)
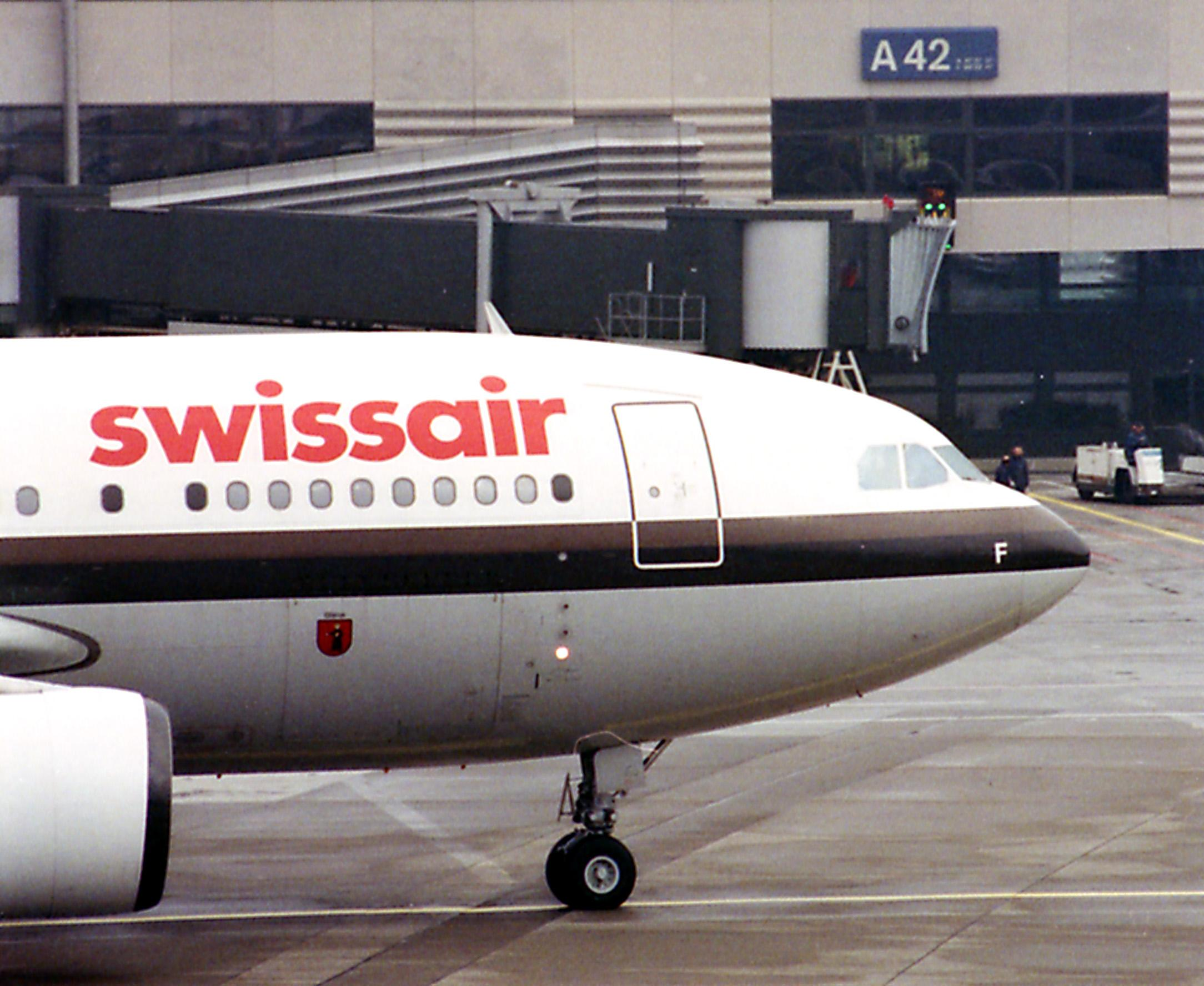
스위스 항공의 에어버스 A310-300 (퇴역)
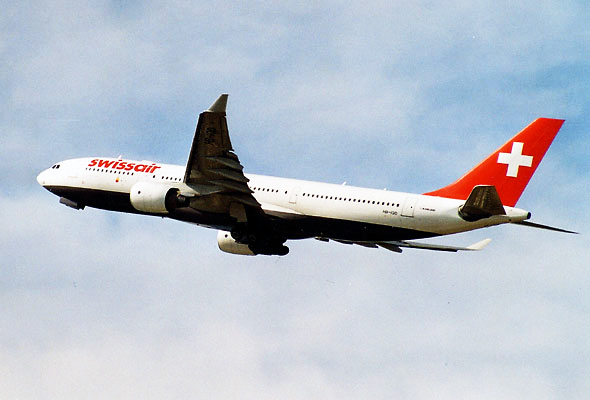
스위스 항공의 에어버스 A330-200 (퇴역)
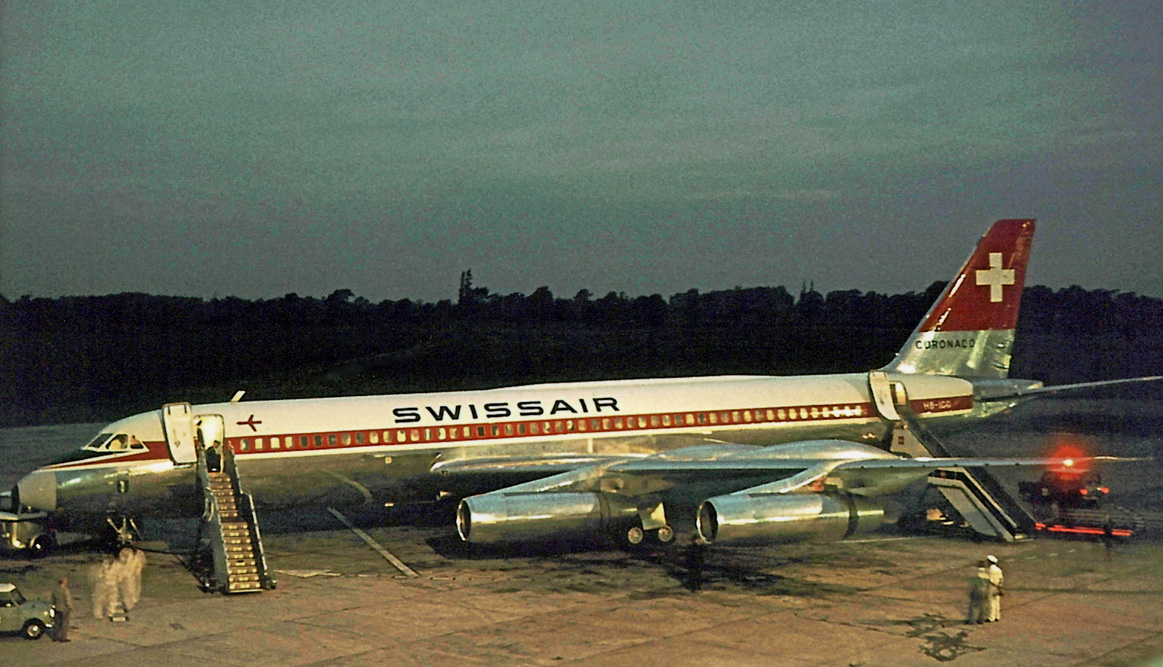
스위스 항공의 컨베어 990 구도색 (퇴역)
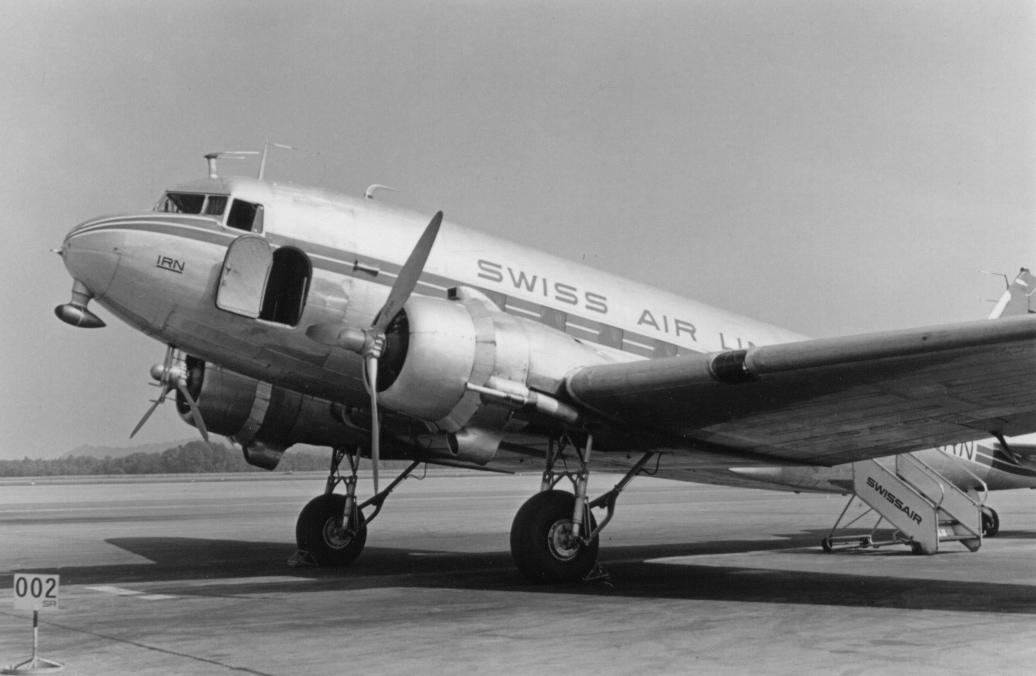
스위스 항공의 더글러스 DC-3 구도색 (퇴역)